# عرفان‌آباد
عرفان‌آباد، روستایی از توابع بخش مرکزی شهرستان علی‌آباد در استان گلستان ایران است.

## جمعیت
این روستا در دهستان کتول قرار دارد و براساس سرشماری مرکز آمار ایران در سال ۱۳۸۵، جمعیت آن ۹۰۴ نفر (۱۸۵خانوار) بوده‌است.

## حوزه علمیه
بزرگ‌ترین حوزهٔ علمیه اهل سنت ترکمان صحرا نیز در این روستا واقع است.

## ویژگی‌ها
بزرگ‌ترین حوزهٔ علمیه اهل سنت ترکمان صحرا نیز در این روستا واقع است. این حوزه در روز جمعه چهاردهم اسفند ماه سال یکهزار و سیصد و چهل و نه (۱۳۴۹) هجری شمسی مطابق با ۱۳۹۱ هجری قمری و۱۹۷۱ میلادی افتتاح شد.